# ASPDIF Aquin
Association Sportive pour le Développement Irréversible du Football (prescurtat ASPDIF Aquin) este o echipă de fotbal din Haiti, care evoluează în Ligue Haïtienne.